# Un giorno di festa (Statuto)
Un giorno di festa è un album discografico del gruppo musicale italiano Statuto, pubblicato nel 2013 dalla Sony Music.

## Il disco
È il diciassettesimo album musicale degli Statuto, e celebra i trent'anni di attività della band torinese.
È stato presentato il 29 aprile 2013 con un concerto acustico alla Feltrinelli di Torino, mentre il  30 aprile 2013 si è tenuto il vero e proprio lancio all'Hiroshima Mon Amour di Torino, insieme ad altri artisti come Enrico Ruggeri, Ron, Alessandra Contini ed Ezio Bosso, contiene 12 brani musicali che spaziano tra generi musicali come soul, ska, pop italiano, di cui 11 inediti e 1 cover.

## I brani
L'album comincia con Un giorno di festa, traccia che ha dato il titolo all'album, e scelto come primo video di lancio del disco stesso; la canzone parla delle giornate di un padre e figlio entrambi disoccupati, e della loro complicità nel cercare comunque un po' di speranza in una situazione non facile.
La traccia numero due Invisibile è ispirata alla paura umana di farsi coinvolgere nelle situazioni amorose, che spesso può poi tradursi in rimpianto, mentre a seguire Rudy Playboy, secondo videoclip dell'album, è una canzone interamente dedicata a Rudy Zerbi, amico della band, ironica interpretazione sulla "nuova" popolarità del personaggio televisivo portato alla ribalta da Italia's Got Talent, nei confronti del pubblico di sesso femminile.
Io non ho la mia età è la quarta traccia dell'album e parla dell'eterna adolescenza, e della non voglia di invecchiare, Pedalando elegante è un omaggio a Bradley Wiggins, ciclista britannico dichiaratosi apertamente simpatizzante della cultura mod, così come gli stessi Statuto; mentre Intercity Firm è una canzone chiaramente ispirata alla storica firm inglese del West Ham United; l'Inter City Firm appunto.
Colpevole di essere giovane e Madrid, settima e ottava traccia, trattano rispettivamente il tema della "prepotenza" decisionale degli adulti nei confronti delle nuove generazioni, precludendo così la libertà di parola, e l'omaggio della band per la capitale spagnola, città alla quale sono molto legati e dove hanno suonato spesso in concerto, mentre Il capitano è una canzone dedicata a Giorgio Ferrini, capitano storico del Torino, di cui gli Statuto sono tifosi.
Le ultime tre tracce sono La mia città, un racconto personale sulla "loro" Torino, Non sperarci, canzone scritta da Ezio Bosso ed interpretata da Alessandra Contini, cantante de Il Genio, Il meglio arriverà, che con ironia parla della trentennale carriera della band, ripercorrendo i passaggi dalla nascita fino ai giorni nostri.

## Tracce
1. Un giorno di festa – 3:09
2. Invisibile – 3:08
3. Rudy Playboy (Rudi's in love) – 3:26
4. Io non ho la mia età – 4:17
5. Pedalando elegante – 3:02
6. Intercity Firm – 2:58
7. Colpevole di essere giovane – 4:01
8. Madrid – 3:16
9. Il capitano – 3:08
10. La mia città – 2:57
11. Non sperarci – 3:48
12. Il meglio arriverà – 3:29

## Andamento nella classifica FIMI
| Posizione | 65 |

## Formazione
- Oscar Giammarinaro - Oskar - cantante
- Giovanni Deidda - Naska - batteria
- Alex Loggia - Bumba - chitarra
- Ennio Piovesani - Ennio Teen Mod - basso